# Хук (пилотаж)

Схема выполнения «кобры»

Хук — фигура высшего пилотажа с использованием режима сверхманёвренности, представляющая собой несколько видоизменённый и дополненный большей сложностью манёвр кобра. Суть этой фигуры высшего пилотажа заключается в том, чтобы применив аэродинамическое торможение, как при исполнении кобры, развернуться и уйти от противника на значительное расстояние. Сам манёвр хука является весьма сложным в исполнении, требует помимо выполнения кобры разворота самолета за доли секунды.

## Выполнение фигуры
Фигура выполняется исключительно на вираже. Хук по своему замыслу — манёвр кобра, выполненный при крене в 90°. Аналогичные манёвры при различных углах крена представляют собой разные варианты боевого манёвра. Такой пилотаж чаще всего выполняются лётчиками-испытателями и демонстрируются на авиашоу. Все их можно комбинировать, составляя эффектные каскады фигур высшего пилотажа.

## Применение в боевых условиях
В боевых условиях существенное значение приобретает роль «подсказок», которые дают лётчику системы бортового «интеллекта», всё активнее внедряемые в лётную практику. На основе анализа сложившейся в бою ситуации и прогноза её развития система должна подсказать лётчику момент максимально эффективного и безопасного применения сверхманёвренности или сообщить о её невозможности в силу опасных последствий, вызванных потерей скорости.